# Понте Купе (Перуђа)
Понте Купе је насеље у Италији у округу Перуђа, региону Умбрија.
Према процени из 2011. у насељу је живело 4 становника. Насеље се налази на надморској висини од 219 м.